# Rita Faltoyano
Rita Faltoyano (eredetileg Gács Rita), egyéb művésznevein Daniella, Rita Faltiano, Rita Fox, Rita, Rita Twain, Rita Faltojano (Budapest, 1978. augusztus 5. –) magyar származású pornószínésznő.
Tanyán nőtt fel, ahol gyermekkorában megtanult lovagolni. Középiskolai tanulmányát Szekszárdon, Palánkon az AM DASZK, Csapó Dániel Mezőgazdasági Szakgimnázium és Szakközépiskolában végezte. A Playboy francia kiadásában szerepeltek a róla készült képek. Az AVN Award díjat 2003-ban nyerte el „az év külföldi női előadója” címben. 2005-ben feleségül ment Tommy Gunn amerikai pornószínészhez.